# Корнеліус Дреббель
Корнеліус Якобсон Дреббель (нід. Cornelius Jacobszoon Drebbel; 1572, Алкмар — 7 листопада 1633, Лондон) — нідерландський винахідник, який зробив внесок у розвиток оптики, хімії, науки про вимірювання, відомий як винахідник одного з перших типів мікроскопів і будівельник першого в світі діючого підводного човна.

## Біографія
Корнеліус народився в 1572 році в Алкмаре, Північна Голландія, його батьком був Якоб Янс Дреббель (нід. Jacob Jansz Drebbel ). Першу освіту він отримав, провівши кілька років в алкмарській школі, після чого, в 1590 році, вступив до академії в Гарлемі, де в той час викладали, зокрема, Карел ван Мандер і Гендрік Гольціус. Навчаючись в академії, Корнеліус став майстерним гравером.
У 1595 році Дреббель одружився з Софією Янсдотер Гольціус, сестрою Гендріка, і у них було четверо дітей: дочки Анна і Катаріна. У 1600 році Корнеліус Дреббель побудував фонтан в Мідделбурзі, там він познайомився з Іваном Ліпперсгеєм і Захарієм Янсеном. У них Дреббель навчався оптиці і створення лінз. В 1604 Корнеліус Дреббель з сім'єю перебирається до Англії, ймовірно, на запрошення нового короля Якова I Стюарта. В Англії Дреббель жив і працював під патронажем кронпринца Генрі. У 1610—1612 роках на запрошення Рудольфа II Австрійського Корнеліус працював в Празі, але після смерті імператора повернувся в Англію. Швидка смерть кронпринца Генрі привела сімейство Дреббеля до фінансових труднощів.
В 1619 Дреббель демонструє в Лондоні створений ним мікроскоп з двома опуклими лінзами, цей винахід приносить йому славу. Деякі автори, в тому числі і Християн Гюйгенс, приписували саме Дреббелю винахід складеного оптичного мікроскопа.

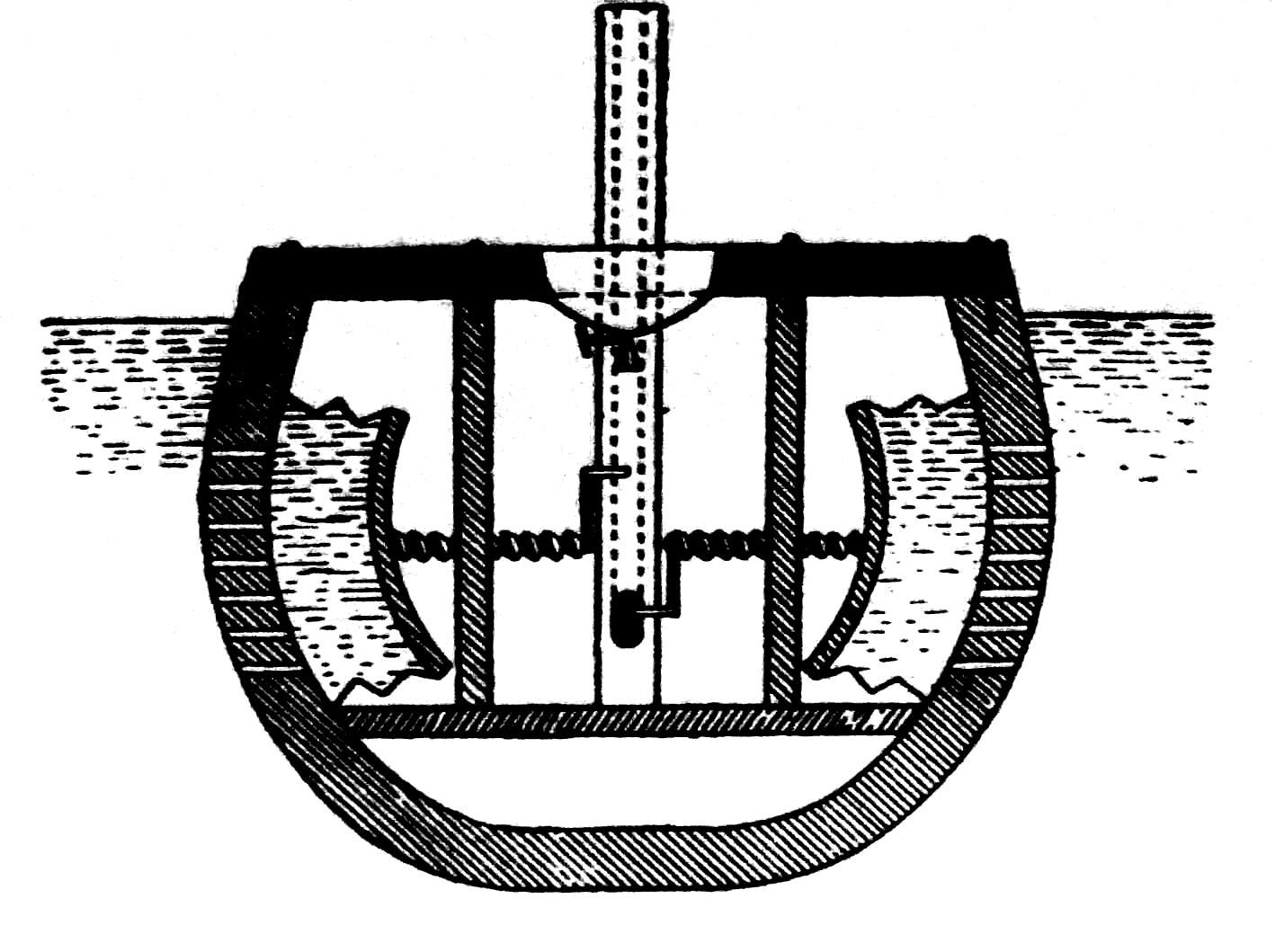
Ілюстрація з «Inventions of devices» Борна 1578 рік

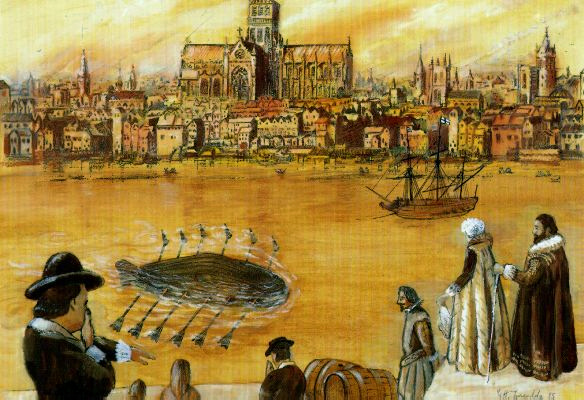
Демонстрація підводного човна Дреббеля, Темза, 1620 рік

У 1620 році, працюючи на Британський флот, Корнеліус Дреббель, використовуючи праці Вільяма Борна, опубліковані в 1578 році, будує підводний човен з дерева, обтягнутий шкірою. Протягом наступних чотирьох років він будує ще дві субмарини, щоразу збільшуючи розміри. Збереглися описи публічних демонстрацій можливостей корабля: в присутності короля Якова I і декількох тисяч лондонців Дреббель занурювався і спливав у водах Темзи. Його творіння здатне було залишатися під водою протягом декількох годин, цьому сприяло застосування хімічної регенерації повітря, човен міг брати на борт до 16 пасажирів, ним було зроблено підводне плавання від Вестмінстера до Гринвіча і назад на глибині 12-15 футів (4-5 метрів). Човен зробив безліч плавань по річці, але не зміг викликати ентузіазму в Адміралтействі, і ніколи не використовувався в бойових діях.

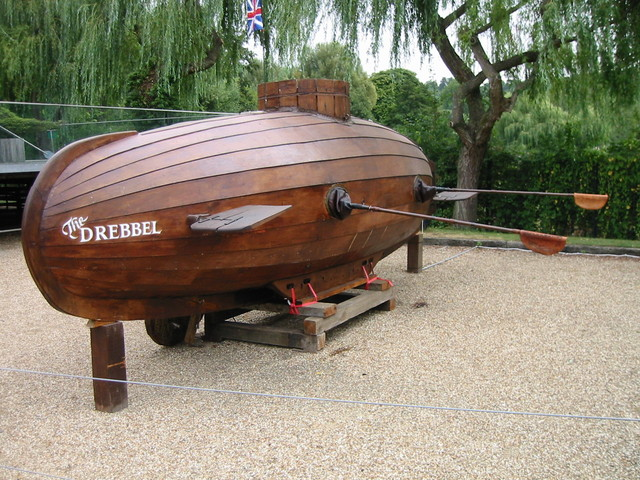
Сучасна реконструкція субмарини Дреббеля.

Корнеліус Дреббель брав участь у відкритті фульминату ртуті, винайшов ртутний термостат, інкубатор для курчат, сконструював систему кондиціонування повітря.
В кінці життя Дреббель працював над планом осушення боліт навколо Кембриджа, керуючи власним невеликим трактиром, жив небагато.

## Пам'ять
- На честь Корнеліуса Дреббеля названий кратер на Місяці.
- У березні 2007 року журнал Renaissance Magazine опублікував статтю, яка передбачала, що рукопис Войнича — це зашифрований трактат Дреббеля про мікроскопію і алхімію.
- У 2010 році відбулася прем'єра опери Кеса Вірінгі «Дреббель», головну партію виконав рок-музикант Те Лау [nl].

## посилання
Вікісховище має мультимедійні дані за темою: Корнеліус Дреббель
- BBC bio [Архівовано 11 лютого 2012 у WebCite]
- Who was Cornelis J. Drebbel ?
- Cornelis Drebbel (1572—1633) [Архівовано 11 лютого 2012 у WebCite]
- Drebbel on Freebase [Архівовано 20 червня 2012 у Wayback Machine.]
- Cornelius Drebbel: inventor of the submarine
- Drebbel Institute for Mechatronics: Who was Cornelis J. Drebbel?
- The Voynich Manuscript: Drebbel's lost notebook? [Архівовано 14 серпня 2019 у Wayback Machine.]
- Сайт о Дреббеле [Архівовано 28 липня 2020 у Wayback Machine.]